# Ivar Högström
Ivar Högström, född 17 september 1913 i Svegs församling, Jämtlands län, död 2 oktober 2001 i Gudmundrå församling, Västernorrlands län, var en svensk bostadsdirektör och politiker.
Högström var ledamot av riksdagens första kammare 1966–1970, invald i Västernorrlands läns och Jämtlands läns valkrets. Efter tvåkammarriksdagens avskaffande var han riksdagsledamot 1971–1979, invald i Västernorrlands läns valkrets.